# 米納 (加利福尼亞州)
米納（英語：Mina）是位於美國加利福尼亞州門多西諾縣的一個非建制地區。該地的面積和人口皆未知。

## 地理
米納的座標為39°57′54″N 123°21′30″W / 39.96500°N 123.35833°W，而該地的平均海拔高度為573米（即1880英尺）。